# Joan Willem Röell

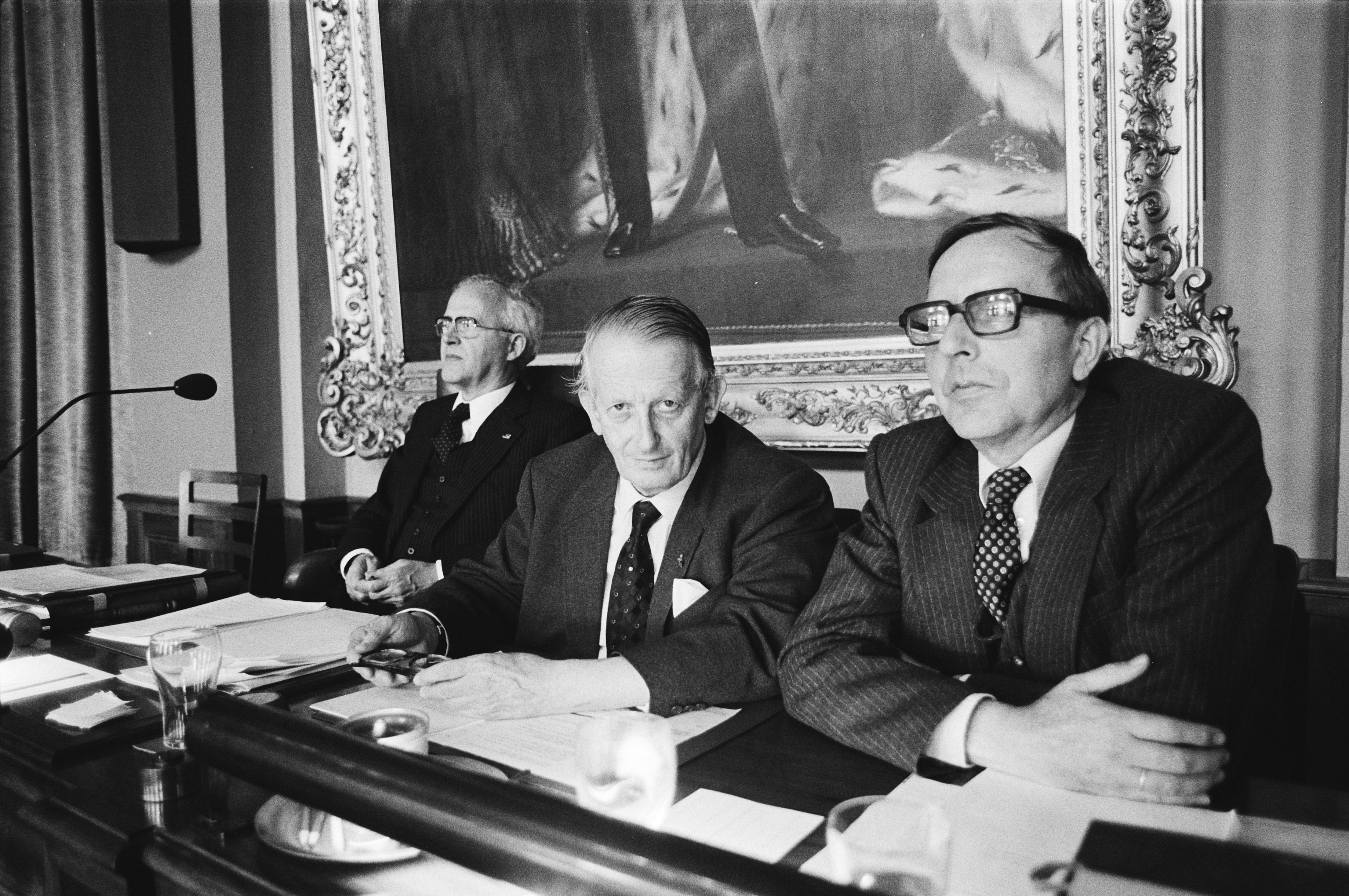
Joan Willem Röell (midden) (1980)

Joan Willem Röell ('s-Gravenhage, 23 juni 1915 – aldaar, 24 december 2000) was een Nederlands jonkheer en griffier van de Eerste Kamer. Hij was afkomstig uit de familie Röell, een vooraanstaand adellijk geslacht van bestuurders.
Röell was een generaalszoon, die als griffier de Eerste Kamer in de roerige jaren zestig en zeventig te vuur en te zwaard verdedigde. Hij was een uitstekend kenner van het Reglement van Orde en van andere regelgeving, en daardoor een vraagbaak voor de leden. Hij was nauw betrokken bij de organisatie van de inhuldigingsplechtigheid van koningin Beatrix in Amsterdam, een gebeurtenis die hij als een hoogtepunt in zijn loopbaan beschouwde. Als verdediger van stijl en decorum was hij actief in een tijd waarin daaraan juist afbreuk werd gedaan, hetgeen hem zeer speet.